# Европейская ассоциация зоопарков и аквариумов
Европейская ассоциация зоопарков и аквариумов (EAZA) — организация, объединяющая зоопарки и аквариумы изначально Европы, а позже — и других стран. Насчитывает 340 членов из 41 страны мира. Создана в 1992 году.
Члены ассоциации расположены в Австрии, Бельгии, Венгрии, Германии, Дании, Израиле, Ирландии, Италии, Казахстане, Кувейте, Латвии, Литве, Люксембурге, Нидерландах, России, Словакии, Финляндии, Франции, Хорватии, Чехии, Эстонии и других странах.
Из российских зоопарков постоянными членами EAZA являются Московский зоопарк и Казанский зооботанический сад.
После многих лет наблюдения статус «временного члена» получил Калининградский зоопарк; кандидатами в члены ассоциации (Candidates for Membership) являются Новосибирский зоопарк, Красноярский зоопарк «Роев ручей», Ростовский зоопарк.